# كريستين ها
كريستين هوينتران ها (بالفيتنامية: Hà Huyền Trân) (ولدت في 9 مايو 1979 في كاليفورنيا)، هي طاهية أمريكية وكاتبة ومقدمة برامج تلفزيونية من مدينة هيوستن التي تقع في ولاية تكساس. تعتبر كريستين أول متسابِقة كفيفة تشارك وتفوز في برنامج ماسترشيف حيث احتلت المركز الأول في الموسم الثالث من المسابقة عام 2012.

## السيرة الذاتية
كريستين هي الابنة الوحيدة لوالدين فيتناميين، وعاشت في لايكوود في ولاية كاليفورنيا. كما عاشت في لونغ بيتش قبل انتقالها وعائلتها إلى العيش في هيوستن. في سن الرابعة عشر، توفيت والدة كريستين بعد صراع مع سرطان الرئة كما توفيت عمتها أيضا بنفس المرض رغم أنهما لم يكونا من المدخنات.
تعاني كريستين من مرض التهاب النخاع والعصب البصري الذي يجعل الجهاز المناعي يحارب الأعصاب البصرية والنخاع الشوكي. جرى تشخيص مرض كريستين في عام 2004، ثم بدأت تفقد بصرها تدريجياَ. ولم تعد تستطِع الرؤية بوضوح بحلول 2007. وتصف كريستين نظرها بأنه «كالنظر إلى مرآة مغطاة بالضباب بعد الاستحمام بماء ساخن». وبالرغم من ذلك، فإن كريستين تقوم باستخدام التقنيات التلاؤمية التي توفر لها المساعدة للقيام بأعمالها على وسائل الإعلام الاجتماعية.
حصلت كريستين على بكالوريوس إدارة الأعمال في نظم المعلومات الإدارية عام 2001 من جامعة تكساس في أوستن، وماجستير الفنون في تخصص الكتابة الخيالية والواقعية من ضمن برنامج الكتابة الإبداعية في جامعة هيوستن عام 2012.
تعمل كريستين أيضا محررة في قسم الخيال في مجلة غولف كوست كما نُشرت أعمالها في مجلة سيزور تايل وفي غيرها من المجلات. بدأت كريستين تقديم برنامج الطهي التلفزيوني فور سينسيز في عام 2014، والذي يعرض على قناة آي إم أي- تي في AMI-TV.

## ماسترشيف 2012
| "منذ أن بدأ البرنامج وحتى منتصف المنافسة، لم أكن مراهنا على فوز كريستين، ليس لأنها كفيفة فقط بل لأنها لم تكن ضمن المرشحين الأوائل للفوز. ولكنها وبكل تأنٍ ربحت المسابقة وصعدت ببراعتها لأعلى المراكز متغلبةً على شكوكها ومخاوفها ومحافظةً على نزاهتها. لقد كان من المشوق رؤيتها في البرنامج وأستطيع بكل ثقة أن أقول بأنه لا أحد يستحق الفوز أكثر من كريستين". |
| —[[جو باستيانيش أحد أعضاء لجنة التحكيم في برنامج ماسترشيف]] |

بالرغم من أنها لم تدرس الطهي من قبل، إلا أن عدد متابعيها على مدونتها للطبخ كبير جدا. تقول كريستين «عندما أطهو يجب عليّ أن أعتمد على حاسة التذوق والشم واللمس اعتمادا كبيرا،». كما تضيف أن الطهي بدون رؤية المكونات يتطلب الكثير من التنظيم والترتيب.
في الموسم الثالث من برنامج ماسترشيف فازت كريستين سبع مرات في المنافسات الفردية والجماعية، واحتلت إحدى المراكز الثلاثة الأولى ثلاث مرات. كما احتلت أيضاً إحدى المراكز الأخيرة مرتين.
لُقبت كريستين بالماسترشيف في اليوم العاشر من شهر سبتمبر من عام 2012 وربحت مبلغا ماليا يقدر ب 250 ألف دولار أمريكي كما وقعت على عقد كتاب للطهي. نشرت كريستين كتابها (وصفات من مطبخ منزلي: مأكولات تبعث السعادة من اسيا وأمريكا) في الرابع عشر من مايو في عام 2013.

## ماسترشيف 2013 وفور سينسيز
بدأت كريستين بتقديم برنامج الطهي الكندي فور سينسيز (الحواس الأربعة Four Senses) في عام 2013 مع الفائز في الموسم الثاني من برنامج توب شيف الكندي كارل هينريتش. يستهدف البرنامج فئة الأشخاص المصابين بضعف البصر ويعرض على قناة آي إم أي، وهي محطة تلفزيونية موجهة لمن لديهم ضعف في السمع أو النظر. يوفر البرنامج خاصية الوصف أو التعليق الصوتي حيث يقومون بوصف كل ما يحدث في المطبخ وكل خطوة يقوم بها المتسابقون كما يقومون بوصف ملمس الأشياء ورائحتها أو صوتها.
في عام 2015 صرحت كريستين في مدونتها الإلكترونية وصفحتها على الفيس بوك بأنها ستصبح أحد أعضاء لجنة التحكيم في برنامج ماسترشيف الفيتنامي الموسم الثالث بعدما استضافها البرنامج في موسمه السابق. كما استضافها برنامج ماسترشيف الأمريكي في موسمه الرابع. وبذلك أصبحت كريستين أول متسابقة وفائزة تصبح عضوة دائمة في لجنة تحكيم البرنامج وأيضاً أصبحت ثالث امرأة ضمن لجنة التحكيم.
تُعَد كريستين أول طاهية ومؤلفة تفوز بجائزة هيلين كيلير للإنجازات الشخصية وهي جائزة تمنح للأفراد والمؤسسات «التي تقوم بإنجازات عظيمة لتحسين حياة فاقدي البصر». تتضمن قائمة الفائزين السابقين والحاليين على الموسيقيين ستيفي وندر وراي تشارلز وتوم سوليفان، كما تتضمن القائمة على الممثل تشارلي كوكس (الذي لعب دور البطل الخارق الكفيف مات مردوك الشرير ومُنحت له الجائزة في يونيو عام 2015)، كما فاز بالجائزة رجل الأعمال بينارد نيوكومب.